# Friuli Isonzo Vendemmia tardiva
Il Friuli Isonzo vendemmia tardiva è un vino DOC la cui produzione è consentita nella provincia di Gorizia.

## Caratteristiche organolettiche
- colore: giallo oro ambrato più o meno intenso
- odore: intenso complesso di muschio
- sapore: dolce armonico

## Produzione
Provincia, stagione, volume in ettolitri
- nessun dato disponibile